# Архагети
Архагети (дав.-гр. Ἀρχηγέτης) — це грецьке слово, яке фактично означає «лідер» або «засновник». В період класичної епохи мало декілька значень.

## Загальне значення
Це був насамперед титул для грецьких богів і героїв, і часто позначав когось як засновника чи предка, особливо нової колонії чи поселення. Найчастіше він використовується щодо Аполлона, але також іноді використовується щодо Геракла та героїв Деми з Аттики та фракійських вершників.

## Аполлон
Зокрема, Архагет — це прізвисько грецького бога Аполлона, якому поклонялися в кількох місцях, таких як Наксос на Сицилії, де Архагет — найпопулярніший культ Аполлона та в Мегарах. Титул стосується або Аполлона як лідера та захисника колонії, або як засновника міст взагалі, і в цьому випадку титул має майже те саме значення, що й Δεὸς πατρῷος (Бог Милосердний). Вівтар Аполлона Аргетіса на Наксосі має особливе значення, оскільки Наксос був першою грецькою колонією, заснованою в 734 році до нашої ери. Хоча вівтар, можливо, спочатку був створений через океанічний аспект Аполлона — головним чином бога щасливих посадок εκβασιος — фундаментальний аспект, Архегет, з часом став більш важливим. Оскільки Архегет був аспектом Аполлона, пов'язаним із заснуванням і колонізацією, вівтар став символічною основою та центром сицилійської грецької ідентичності. Завдяки цій символічно центральній ролі греки, які покидали Сицилію, часто відвідували вівтар — Малкін описує його як «ритуальну відправну точку». Крім того, це був «спільний для всіх символ прибуття», коли вони приходили на Сицилію. Пансікеліотська природа Аполлона Архегета також очевидна в тому, що Тімолеон використовував бога як символ свого симмахія, або союзу.
З точки зору його ідентичності, Аполлон Архагет на Наксосі був піфійським, а не делійським — він був пов'язаний із аналогічним загальноеллінським Дельфійським оракулом .
Архагет також був прізвиськом грецького бога Асклепія, під яким йому поклонялися в Тітореї у Фокіді .